# Цзяцзян
Цзяцзя́н (кит. упр. 夹江, пиньинь Jiājiāng) — уезд городского округа Лэшань провинции Сычуань (КНР).

## История
Уезд был образован при империи Суй в 593 году из частей территорий уездов Пинцян (平羌县) и Лунъю (龙游县). При империи Юань в 1283 году он был присоединён к уезду Хунъя, при империи Мин в 1482 году воссоздан.
В 1952 году был образован Специальный район Лэшань (乐山专区), и уезд Цзяцзян вошёл в его состав. В 1970 году Специальный район Лэшань был переименован в Округ Лэшань (乐山地区). В 1985 году округ Лэшань был преобразован в городской округ Лэшань.

## Административное деление
Уезд Цзяцзян делится на 11 посёлков и 11 волостей.